# 宜坪乡
宜坪乡，是中华人民共和国四川省乐山市峨边彝族自治县下辖的一个乡镇级行政单位。

## 行政区划
宜坪乡下辖以下地区：
宜坪村、庙岗村、红岩村、泉水村、群力村、桐花村和草坪村。